# Agustiniidae
Agustinidés
Famille
Genres de rang inférieur
- Agustinia

Agustiniidae (en français « Agustinidés ») est une famille de dinosaures sauropodes dont le seul représentant est l'espèce Agustinia ligabuei, ce qui explique notamment que cette famille n'est plus utilisée aujourd'hui. Elle a été nommée du nom de son découvreur, Agustin Martelli, et d'un mécène vénitien, Giancarlo Ligabue.

## Apparition et chronologie
Les Agustiniidés vivaient au Crétacé inférieur, c'est-à-dire il y environ 113 à 108 millions d'années.

## Description
Les Agustiniidés étaient des dinosaures herbivores qui vivaient sur le sol de l'actuelle Argentine, en Patagonie plus précisément.
L'Agustinia, seul représentant connu de l'espèce est un sauropode particulier. En effet, celui-ci possède des ostéodermes (plaques osseuses semblables à celles du Stegosaurus) qui ont pour particularité, leur mobilité.
Cette particularité lui a valu la création de sa propre famille.
Une description complète de l'animal ne peut cependant être réalisée dans la mesure où, lors de sa découverte en 1999, les fragments retrouvés ne constituaient qu'un squelette très partiel.